# Isabela Ramona
Isabela Ramona Lyra Macedo (Salvador, 23 de janeiro de  1994) é uma basquetebolista profissional brasileira que atua como ala.
Isabela Ramona fez parte do elenco da Seleção Brasileira de Basquetebol Feminino nas Olimpíadas de 2016, no Rio de Janeiro.